# Georgskirche (Hausen an der Zaber)

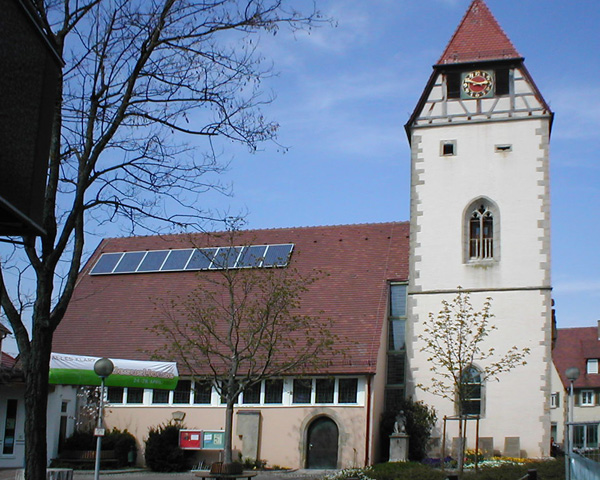
Georgskirche in Hausen an der Zaber

Die evangelische Georgskirche in Hausen an der Zaber, einem Ortsteil von Brackenheim im Landkreis Heilbronn im nördlichen Baden-Württemberg, geht auf die ursprüngliche Kapelle des Ortes aus der Zeit um das Jahr 1000 zurück, wurde im Lauf der Zeit jedoch vielfach umgebaut. Der älteste Teil der heutigen Kirche ist der Turmsockel, der spätestens gegen Ende des 13. Jahrhunderts errichtet wurde. Die daran befindliche Ritterstatue aus der Zeit um 1290 gilt als eine der ältesten, wenn nicht gar die älteste Ritterstandfigur in Württemberg.

## Geschichte
Der Ort Hausen wurde wohl von Meimsheim aus als Ausbauort gegründet. Folglich war Hausen ursprünglich kirchlich auch Filialgemeinde der Meimsheimer Martinskirche. Gemeinsam mit Meimsheim gelangte Hausen bis zum zweiten Drittel des 13. Jahrhunderts vom Bistum Speyer zum Bistum Worms und darin zum Ruralkapitel Schwaigern im Archidiakonat Wimpfen. 1427 ist mit der urkundlichen Erwähnung eines Frühmessers die Frühmesse in Hausen belegt. 1468 wurde Hausen aus dem Filialverband mit Meimsheim herausgelöst und zur eigenen Pfarrei erhoben. Das nahe Dürrenzimmern folgte 1475, Neipperg 1476. Im Jahr 1476 konnten die Zabergäu-Gemeinden dann zum Rural(teil)kapitel Brackenheim übertreten. Das zu Württemberg zählende Hausen wurde durch die Reformation evangelisch. Die Kirchengemeinde kam damals zum neuen Dekanat Zabergäu und gehört heute dem daraus hervorgegangenen Kirchenbezirk Brackenheim an.
Das Patrozinium der Kirche ging in der Zeit nach der Reformation in Vergessenheit. Forscher des 19. Jahrhunderts erkannten in der alten Ritterfigur am Turm der Kirche den Hl. Martin und schlugen ein ursprüngliches Martinspatrozinium vor, was noch bis in die 1980er Jahre tradiert wurde. Erst ab den 1960er Jahren konnten dann urkundliche Belege erbracht werden, dass die Kirche einst dem Hl. Georg geweiht war. Seitdem sieht man im Ritterstandbild auch jenen Heiligen.
Der bauliche Ursprung der 1351 erstmals noch als Kapelle erwähnten Kirche in Hausen dürfte gemäß einem Grabungsbefund von 1960 um das Jahr 1000 liegen. Die Kirche befand sich auf einer heute nicht mehr wahrnehmbaren felsigen Erhebung inmitten eines feuchten Geländes. Von einer Mauer umgeben kann man sich den ursprünglichen Charakter der Anlage als Wehrkirche oder sogar als eine Art Wasserburg vorstellen. Die erste Kapelle könnte aus diesen topografischen Überlegungen heraus aus der Hofkapelle des Herrenhof des frühesten Ortsadels hervorgegangen sein, der gemäß Scherbenfunden wohl an einer bereits zur Zeit der Römer besiedelten Stelle entstand. Der erste durch Fundamente nachweisbare steinerne Kapellenbau hatte ein Schiff von 4,70 Meter Breite und 7,10 Meter Länge, der Chor war 2,70 Meter breit und 1,90 Meter tief. Die Mauerstärke betrug 80 bis 90 Zentimeter. Spätestens 1290 wurde eine wesentlich größere Kapelle an derselben Stelle errichtet. Diese Kapelle hatte bereits eine Länge von 18,70 Metern, außerdem wies sie bereits den Chorturm von etwa 6 × 6 Metern Außenmaßen auf. Diese zweite Kapelle brannte wohl um das Jahr 1350 ab. Darauf errichtete man ein nochmals nach drei Seiten größeres Schiff unter Verwendung der älteren Steine, die Brandspuren aufweisen, und unter Beibehaltung des alten Turmes. Die Wandstärke betrug nun 1,20 bis 1,30 Meter. In dieser Bauform wurde die Kirche 1468 zur Pfarrkirche erhoben.
Mit der Loslösung von Meimsheim 1468, wo die Hausener bislang ihr Begräbnis hatten, erhielt Hausen auch die Erlaubnis, einen eigenen Friedhof anzulegen. Diesen legte man um die Kirche herum an. Lediglich östlich der Kirche konnten wegen des anstehenden felsigen Untergrunds keine Bestattungen erfolgen. Die Bestattungen um die Kirche herum endeten bereits wieder 1577, als man einen neuen Friedhof außerhalb des Ortes anlegte. Bei späteren Erweiterungen der Kirche wurde der alte Friedhof teilweise mit den Erweiterungsbauten überbaut.
Um 1500 erfolgten der Anbau der Sakristei nördlich des Turms und der Umbau des Turmchors. In dieser Zeit wurde wohl auch die Konsolenkanzel geschaffen und auf der Mitte der Nordwand an einer Wandaushöhlung angebracht, dabei wurden aber Teile eines Wandgemäldezyklus aus dem frühen 15. Jahrhundert zerstört. 1528 brannte der Turmaufbau nach Blitzschlag nieder, er wurde bis 1539 wiederaufgebaut. 1618 wurde das Langhaus dann nach Süden erweitert und mit einem auf die Nordkanzel ausgerichteten Gestühl endgültig eine Querkirche geschaffen; später hat man das Schiff außerdem noch um 1,40 Meter erhöht und eine Westempore eingezogen. 1790 folgte noch eine Südempore. Im Dachstuhl der Kirche waren verpachtete Lagerkammern und ein Kornspeicher.
Ihre heutige Gestalt erhielt die Kirche 1961, als man das alte Kirchenschiff abgerissen und durch einen Neubau ersetzt hat. Im Zuge der Umbaumaßnahmen wurden auch die letzten Reste der alten Kirchhofmauer beseitigt. 2003 wurde das benachbarte ehemalige Hausener Schulhaus, das inzwischen als Gemeindehaus genutzt wird, baulich mit der Kirche verbunden.

## Beschreibung

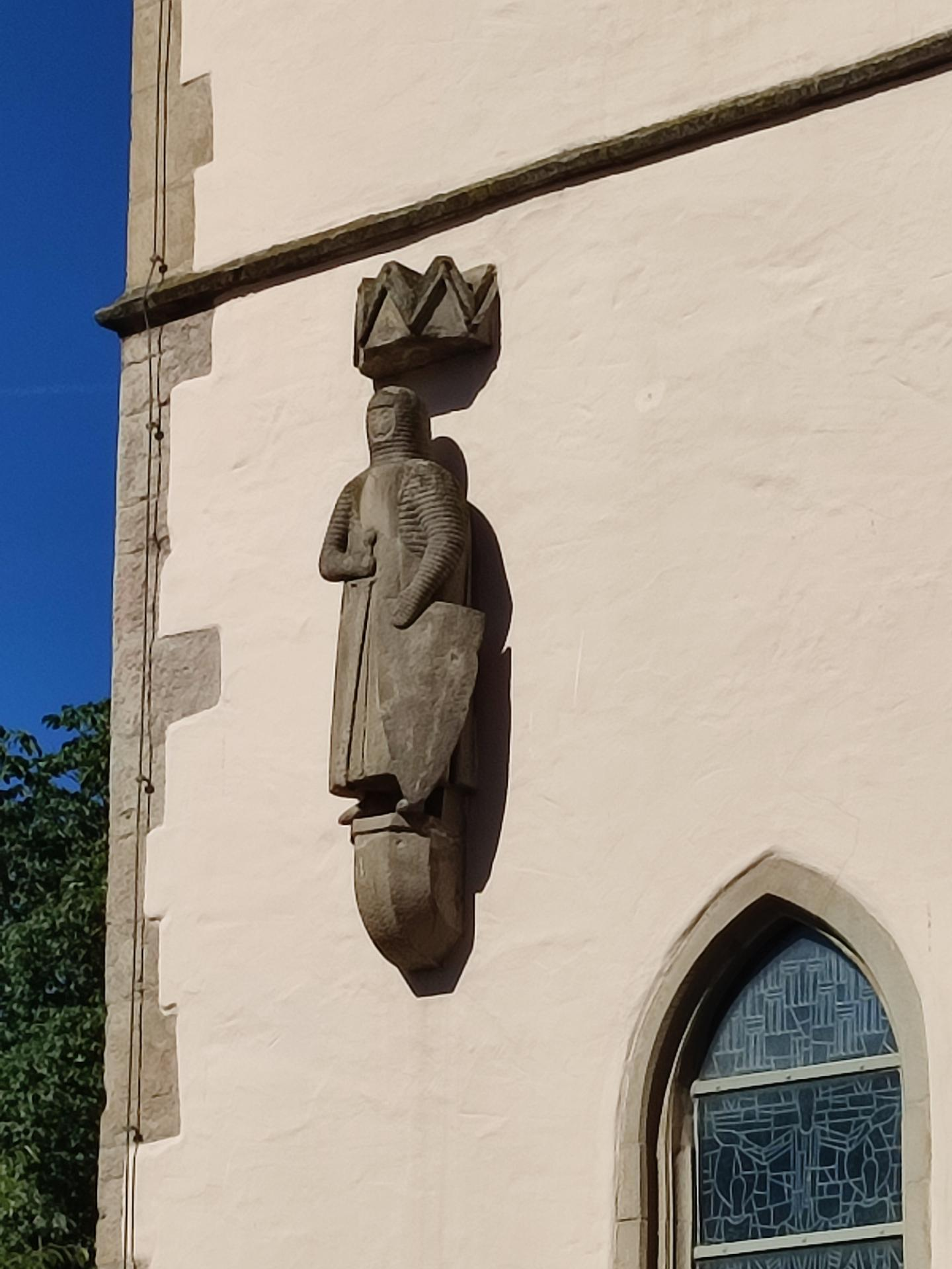
Georgsstatue am Turm

Ältester Bauteil der Georgskirche ist der romanische Chorturm, der spätestens gegen Ende des 13. Jahrhunderts bei der Erweiterung der alten Kapelle errichtet wurde. Der außergewöhnlich hohe und mit einem Krüppelwalmdach über dem Fachwerkaufbau des höchsten Stocks bedeckte Turm lässt noch verschiedene Charakteristika erkennen, die ihn als Wehr- und Wachturm ausweisen. Seine Höhe liegt darin begründet, dass Hausen in einer Landschaftssenke liegt und sich die umgebenden Anhöhen nur von der Spitze des Turms aus überblicken lassen. Der Zugang zum Turm erfolgte einst von der Kirche aus über dem Chorbogen. Im mittleren Turmgeschoss sind oben noch querliegende Schießscharten zu erkennen, die rechteckigen Fenster auf dieser Höhe wurden vermutlich aus solchen Scharten gebildet. Die tieferliegenden Fenster im Turmsockel sind dagegen eindeutig jüngeren Datums, ihr gotisches Maßwerk weist auf die Zeit um 1500, als man den nach Osten ausgerichteten Turmchor neu ausgestaltet hat, der damals auch von einem Netzrippengewölbe überspannt wurde. Ein Balken des Glockenstuhls trägt die Jahreszahl 1539, das Datum des Wiederaufbaus nach dem Turmbrand von 1528. Im 19. Jahrhundert gab es Bestrebungen, den Turm mit einer neogotischen Turmspitze zu versehen.
Die nördlich an den Turm angebaute Sakristei stammt ebenfalls noch aus vorreformatorischer Zeit, worauf eine zu Reinigen des Kelches bei der Kommunion dienende Vertiefung am Fenstergesims der Nordwand hindeutet. Aus stilkritischen Erwägungen zu den Diensten der Sakristei gilt es für möglich, dass Hans Wunderer am Bau der Sakristei beteiligt gewesen sein könnte.
Das heutige Langhaus wurde 1960/61 nach Plänen von Gerhard Fetzer in Zeltdachform erbaut, es nimmt keinen architektonischen Bezug auf das alte Langhaus. Glasfenster und Wandfriese für den Neubau entwarf Wolf-Dieter Kohler. In den Neubau hat man die spätgotische steinerne Kanzel des Vorgängerbauwerks, einen hochgotischen Taufstein, einen Altar mit Kreuzigungsgruppe aus dem 16. Jahrhundert, die alte Orgelempore und historische Grabsteine übernommen. Auch die Emporenbrüstung mit Darstellung Christi und der Apostel wurde im Neubau wiederverwendet. An der Südpforte der Kirche wurden frühgotische Türgewände vom alten Kirchenschiff eingebaut. Die erneuerte Kirche erhielt 1964 eine neue Orgel von Richard Rensch aus Lauffen.
Der bedeutendste Kunstschatz der Kirche ist die steinerne Georgsstatue am Turm, die wohl um 1290 geschaffen wurde. Dieses lebensgroße Ritterstandbild des heiligen Georg zählt zu den ältesten württembergischen Steinskulpturen, nach Hans-Martin Maurer ist die Figur sogar das älteste Ritterstandbild in Württemberg. Der Ritter ist in Kettenhemd mit Schild und Schwert auf einer Konsole unter einem Baldachin stehend dargestellt. Die Datierung des Standbilds erfolgte aufgrund von ikonografischen, kunstgeschichtlichen und waffentechnischen Betrachtungen. Das Alter des Standbilds gibt gleichermaßen das Mindestalter für den Turmsockel vor.

## Glocken
Beim Einfall der Franzosen im Pfälzischen Erbfolgekrieg wurde 1693 eine Glocke der Kirche gestohlen. Im Ersten Weltkrieg wurden zwei Glocken von 1789 (gegossen bei Neubert in Ludwigsburg) und von 1892 (gegossen bei G. A. Kiesel in Heilbronn) abgeliefert. Auf dem Turm verblieb noch eine einzelne Glocke von 1802, die bei Neubert in Ludwigsburg gegossen worden war, den Nominalton gis′ hatte, einen Durchmesser von 100 cm und ein Gewicht von 520 kg aufwies. 1920 wurden zwei neue Bronzeglocken bei der Glockengießerei Bachert gegossen. Die größere dieser Glocken hatte den Nominalton h′, einen Durchmesser von 77 cm und ein Gewicht von 250 kg. Eine Inschrift erinnerte an die Kriegstoten 1914–18, an die Stifter der Glocke sowie an die Glockenablieferung von 1917 wie an die Spenden zur Neubeschaffung der Glocken. Die kleinere der Glocken hatte den Nominalton d″, einen Durchmesser von 65 cm und ein Gewicht von 150 kg. Auch ihre Inschrift erinnerte an die Ablieferung der alten Glocken 1917. Im Zweiten Weltkrieg wurden dann die Neubert-Glocke von 1802 und die kleinere der Bachert-Glocken von 1920 abgeliefert. Für die abgelieferten Glocken wurden 1949 bei Bachert in Heilbronn zwei neue Bronzeglocken gegossen. Die größere dieser Glocken hat den Nominalton a′, einen Durchmesser von 93,7 cm und ein Gewicht von 475 kg. Ihre Inschrift lautet FRIEDE SEI MIT EUCH. DEN GEFALLENEN DES 2. WELTKRIEGES HAUSEN / ZABER. Die kleinere der Glocken hat den Nominalton d″, einen Durchmesser von 69,3 cm und ein Gewicht von 190 kg. Ihre Inschrift lautet JESUS CHRISTUS GESTERN UND HEUTE UND DERSELBE AUCH IN EWIGKEIT. HAUSEN / ZABER. 1969 wurde die damals älteste Glocke, die größere der Bachert-Glocken von 1920, außer Dienst gestellt und ihr Metall mit zum Guss einer neuen Glocke verwendet. Diese 1969 bei Bachert in Heilbronn gegossene Glocke hat den Nominalton h′, einen Durchmesser von 83 cm und ein Gewicht von 318 kg. Ihre Inschrift lautet UNSEREN GEFALLENEN ZUM GEDÄCHTNS 1914 - 18. 1969 UMGEGOSSEN VON A. BACHERT HEILBRONN / N. 1892 STIFTETEN MICH J. + J. BLATT 1917 RAUBTE MICH DER KRIEG 1920 ERSTAND ICH NEU AUS FREIW. GABEN VIELER GEMEINDEMITGLIEDER. GEGOSSEN VON GEBR. BACHERT KOCHENDORF. Ebenfalls 1969 bei Bachert in Heilbronn wurde noch eine weitere Glocke gegossen, die das heutige Geläut seitdem komplettiert. Diese Glocke hat den Nominalton fis′, einen Durchmesser von 112 cm und ein Gewicht von 800 kg. Sie trägt die Inschrift WACHET UND BETET, DASS IHR NICHT IN ANFECHTUNG FALLET. GEGOSSEN FÜR DIE KIRCHENGEMEINDE HAUSEN A. D. ZABER IM JAHR 1969.